# Beleg van Olomouc (1643–1645)
Het Beleg van Olomouc was de belegering van Olomouc door het Keizerlijke leger tijdens de slotfase van de Dertigjarige Oorlog. Het beleg vond in twee fasen plaats, de eerste fase in de herfst van 1643 en de tweede fase van juni 1644 tot maart 1645. Zelfs de tweede poging door de Oostenrijkers om de stad op de Zweden te heroveren, die drie kwart jaar duurde, mislukte. Het beleg werd opgeheven en Olomouc bleef daardoor tot 1650 in Zweedse handen. De tweede fase behoort daarmee tot de langst durende belegeringen op Tsjechisch grondgebied.